# Mario Spezi
Mario Spezi (Sant'Angelo in Vado, 30 luglio 1945 – Firenze, 9 settembre 2016) è stato un giornalista e scrittore italiano.
Giornalista d'inchiesta, ha dedicato molti anni alla ricerca sul serial killer soprannominato Mostro di Firenze, ottenendo una certa notorietà a livello internazionale, e su altri famosi casi di cronaca nera. Il soprannome "Mostro di Firenze" venne "coniato" da lui, tramite i titoli del giornale per cui lavorava.

## Biografia
Dopo aver esordito nel mondo del giornalismo collaborando con Paese Sera e Nazione Sera, nel 1975 passa al quotidiano fiorentino La Nazione, dove lavora come cronista giudiziario e redattore delle pagine culturali. Si è occupato di casi di cronaca come il Mostro di Firenze, l'omicidio di Meredith Kercher, la cosiddetta "Circe della Versilia" e altri.
Muore a Firenze, il 9 settembre 2016.

## Inchieste giornalistiche

### Indagine sul Mostro di Firenze
Ha passato la maggior parte della sua carriera indagando sul celebre caso di cronaca nera del serial killer noto come "Mostro di Firenze".
Il 7 aprile 2006 venne arrestato, assieme al collaboratore Luigi Ruocco, su ordine della procura di Perugia con l'accusa di depistaggio, calunnia, concorso in omicidio di Francesco Narducci e turbativa di servizio pubblico, proprio in relazione alla sua indagine privata sui delitti del "Mostro". È rimasto in prigione per 23 giorni prima che la Corte di cassazione, in istruttoria, lo scagionasse completamente, definendo il suo arresto come privo di fondamento; passò alcuni giorni in isolamento, con divieto nei colloqui.
Si tratta di un raro caso di arresto per un "reato di parola" nella storia italiana del secondo dopoguerra, per cui è perfino raro scontare una pena, se si tratta di diffamazione (l'unico giornalista a finire in carcere dopo una condanna per diffamazione fu Giovanni Guareschi), anche se nel suo caso venne ipotizzato un atipico reato di depistaggio e perfino la partecipazione al presunto delitto del 1985, come parte di un fantomatico "Ordine della Rosa Rossa".
Nel libro Dolci colline di sangue, inoltre, un certo "Carlo" viene sospettato di essere il "Mostro". Gli venne così contestato anche il reato di calunnia nei confronti di Antonio Vinci (che secondo l'accusa è adombrato nella figura di "Carlo" e nella versione inglese viene indicato col vero nome), parente di uno degli indagati. Nonostante ciò, Spezi e Preston hanno preferito tagliare la versione completa in italiano, per timore delle ritorsioni legali, anche se Vinci non ha mai sporto querela né è mai intervenuto, ma fu la sola procura a farlo, anche se mai in difesa esplicita di Vinci, ma solo della linea di indagine stessa. Anche la vicenda di Preston, fuggito dall'Italia per timore di un arresto da parte della procura che già l'aveva sottoposto a interrogatorio, è stata omessa. Spezi ha così spostato la parte del racconto relativa al suo arresto nella successiva opera. Il caso della detenzione di Spezi viene infatti descritto dettagliatamente nel libro Inviato in galera, a sola firma del giornalista toscano, senza il coinvolgimento diretto del giallista statunitense. L'Ordine dei Giornalisti protestò ed espresse perplessità su queste vicende.
In istruttoria si decise il proscioglimento di Spezi per tutti i reati, giudicando in particolare completamente insussistente il concorso in omicidio, tranne per la calunnia; alla fine venne però rinviato a giudizio, con altri imputati tra cui i famigliari di Narducci, per associazione per delinquere, falso, calunnia, occultamento di cadavere; in primo grado e in appello tutti vennero assolti con formula piena dal giudice per l'udienza preliminare (2010), cosa ripetuta poco dopo in Cassazione, tranne per la calunnia, rinviata ad un processo di primo grado, ma per la quale, in seguito, venne dichiarata la prescrizione. Nel libro comunque non si dà per certa la colpevolezza di "Carlo", ma viene solo accreditata la "pista sarda" (seguita già all'epoca), nella quale si scagiona Pietro Pacciani e i "compagni di merende" Mario Vanni e Giancarlo Lotti, descritti come semplici maniaci sessuali affetti da voyeurismo (anche se Pacciani fu comunque condannato per lo stupro delle figlie e per un "delitto d'onore" contro un rivale); il primo omicidio viene però attribuito ad una mano diversa, non a quella del Mostro; il killer avrebbe cominciato a colpire solo dopo, e sarebbe una persona (poi trasferitasi a Lecco) della cerchia di conoscenze della famiglia Mele e Vinci.
Comunque, dopo la piena assoluzione dalle accuse più gravi, tra quelle del processo l'associazione a delinquere per depistare era ritenuta dal pubblico ministero quella principale (l'accusa riteneva erroneamente che il presunto depistaggio fosse servito per aumentare le vendite del libro sulla "pista sarda"), riprese completamente il suo lavoro giornalistico, anche sul caso del serial killer. Spezi sostenne fino alla sua morte che l'attenzione mediatica e giuridica data alle cosiddette piste esoteriche abbia permesso al vero killer di sfuggire alla giustizia, sostenendo l'ipotesi del l'assassino solitario – che si trattasse del solo Pietro Pacciani, come sostenuto da molti, o di un altro uomo all'epoca ancora in vita, come ipotizzato da Spezi e Preston nel saggio citato – e non quella del "culto", comprendente solo come ultimo livello i cosiddetti "Compagni di merende", divenuta la pista più seguita negli anni '90 e 2000 dagli inquirenti.
Spezi ha collaborato, specialmente come esperto del "Mostro", con varie riviste italiane e internazionali come L'Espresso, L'Europeo, Panorama e The New Yorker. In collaborazione con lo scrittore statunitense Douglas Preston ha scritto, sempre sul caso del "Mostro di Firenze", il romanzo-inchiesta Dolci colline di sangue. Il libro, pubblicato negli USA con il titolo The Monster of Florence nel 2008, ha raggiunto il terzo posto nella bestsellerlist del New York Times e conta 22 traduzioni. La 20th Century Fox e la Smoke House di George Clooney ne hanno comprato i diritti cinematografici; Christopher McQuarrie, premio Oscar per I soliti sospetti, ne ha scritto una sceneggiatura. È anche autore del libro da cui fu tratta la sceneggiatura del film Il mostro di Firenze, girato nel 1986 da Cesare Ferrario.

### Il caso Meredith Kercher
Il libro Der Engel mit den Eisaugen (2013), scritto sempre con Preston, è stato pubblicato solo in Germania per il rifiuto di tutte le case editrici italiane, europee e statunitensi: in esso ricostruisce l'omicidio di Meredith Kercher con una tesi simile a quella del primo processo d'appello del 2011, che vedeva nel solo Rudy Guede il colpevole, assolvendo Amanda Knox e Raffaele Sollecito. I due autori avevano già pubblicato un breve e-book, disponibile solo on-line, dal titolo La strega di Perugia (2011), in cui il caso viene riletto come una persecuzione dettata da fantasie degli inquirenti, pregiudizi, simpatie personali e misoginia nei confronti di Amanda. Una tesi simile fu sostenuta dalla giornalista Daria Bignardi nel 2009.
Gli autori, anche nel libro del 2013, sono fortemente critici con l'operato della magistratura e della polizia italiana e indicano Rudy Guede come autore unico del delitto. Spezi cita nel libro sempre il suo arresto del 7 aprile 2006, presentandosi come atto d'accusa contro il pm Giuliano Mignini (dopo il primo libro sul "mostro") e il suo modo di condurre le indagini su improbabili, a dire di Spezi, piste esoteriche (anche se Spezi stesso denuncia l'influenza di alcune "società segrete" sulla politica di Perugia e Firenze).
Il rifiuto di pubblicazione a cui il libro andò incontro, secondo i due autori, è dovuto alle nuove forti critiche (secondo lui, interrogatori senza avvocati e non legali; prove scientifiche completamente falsate; testimoni impresentabili) nei confronti delle procure di Perugia e Firenze, le stesse che indagarono nel caso del Mostro di Firenze, e agli attacchi personali di Preston al pm Mignini (secondo il magistrato dettati da animosità pregresse del giallista statunitense, derivate dal caso di Firenze) definito spesso dallo scrittore statunitense come "ossessionato dalle sette e dal sesso" e «dedito ad abusi». Spezi segnalò, oltre al proprio arresto, anche quello, a suo avviso ingiustificato, dell'attrice pornografica Brigitta Bulgari per un'altra vicenda (venne accusata di pornografia minorile e atti osceni in luogo pubblico per essersi esibita in uno spettacolo pornografico all'interno di una discoteca di Fossato di Vico davanti ad un pubblico composto anche da minorenni), come prova di ciò; la Bulgari in realtà non fu fatta arrestare dal pm di Perugia, ma da lui venne richiesto il rinvio a giudizio, che fu respinto da GUP, con proscioglimento in istruttoria poiché l'accusa fu ritenuta inconsistente (ebbe anche un risarcimento per la detenzione). Per il magistrato e coloro che ne difendono l'operato tutti gli arresti (Knox, Sollecito, Spezi, Ruocco) non furono invece mai abusi, ma atti legittimi, poiché all'epoca vi erano prove, nel caso di Spezi poi dimostrate false. Emersero però dei casi analoghi a quello di Spezi: negli Stati Uniti fece scalpore anche il breve arresto di un giornalista investigativo italoamericano, Frank Sfarzo, avvenuto a Perugia nel settembre 2010, in seguito alle sue indagini di tono innocentista; al giornalista sarebbero stati sottratti materiali e sarebbe stato malmenato dalla polizia. Violazioni attribuite alla procura di Perugia furono denunciate dal Committee to Protect Journalists (CPJ) di New York, un'organizzazione non governativa statunitense; nell'aprile del 2011 il CPJ segnalò alle autorità italiane «alcune gravi violazioni della libertà di informazione compiute in Italia».
Le stesse violazioni vennero il mese successivo dall'OSCE (Organizzazione per la sicurezza e la cooperazione in Europa) che segnalò «i comportamenti del sostituto procuratore di Perugia Giuliano Mignini a danno del blogger Frank Sfarzo e di alcuni giornalisti e commentatori che sarebbero stati minacciati o trattati in modo persecutorio dallo stesso magistrato», alcuni in Toscana (riferimento a Spezi) «mentre seguivano le inchieste sul cosiddetto mostro di Firenze e altri a Perugia» mentre seguivano le indagini giudiziarie dirette dallo stesso Mignini sul caso Kercher.
Sotto critica anche alcune denunce da lui presentate contro la stampa critica e la stesura di una "lista nera" contro giornali, politici e giornalisti; Mignini è stato attaccato da Spezi e da Preston anche per la sua passata collaborazione con l'investigatore Michele Giuttari (nel caso di Francesco Narducci) e per l'opinione favorevole data su alcune indagini fiorentine dalla giornalista-scrittrice e nota sensitiva Gabriella Pasquali Carlizzi, sostenitrice di teorie del complotto e ritenuta da Spezi un'estremista religiosa (la Pasquali Carlizzi, che venne comunque indagata in passato dalla stessa procura di Perugia, è deceduta nel 2010; nel 2012 venne dato alle stampe un libro postumo dove la scrittrice espone la sua idea sui presunti collegamenti dell'omicidio Kercher con il cosiddetto "secondo livello" del Mostro, mai dimostrato) e una delle cause del suo arresto.

## Opere

### Saggi
- 1983: Il mostro di Firenze, Sonzogno
- 1996: Il mito nero di Firenze, in collaborazione con Nahoko Kametsu (nome d'arte di Natsu Shimamura), Tokyo, Shincho Sha
- 2004: Le sette di Satana – Cronache dall'Inferno, Sonzogno, ISBN 978-88-454-1203-5
- 2006: Dolci colline di sangue in collaborazione con Douglas Preston, Sonzogno, ISBN 978-88-454-1271-4
- 2007: Inviato in galera. Un giornalista in manette, l'aprile nero della libertà di stampa', Aliberti, Reggio Emilia, ISBN 88-7424-234-4
- 2008: Undici delitti in attesa di verità, Mursia, ISBN 88-425-3848-5
- 2009: Dolci colline di sangue (nuova edizione) in collaborazione con Douglas Preston, BUR Biblioteca Univ. Rizzoli, ISBN 88-17-03723-0
- 2012: Nel buio di una notte di luglio - La misteriosa storia della Circe della Versilia, Mondadori
- 2013: Der Engel mit den Eisaugen ("L'angelo dagli occhi di ghiaccio") in collaborazione con Douglas Preston, ed. Knaur, Germania

### Romanzi
- 1996: Il violinista verde, Marco Tropea Editore, Milano ISBN 88-438-0046-9
- 2003: Il passo dell'orco, Hobby & Work, Milano, ISBN 978-88-7133-756-2
- 2008: Delitti raccontati due volte, Laurum, ISBN 88-87346-58-5
- 2009: Un'indagine estrema del commissario Lupo Belacqua, Barbera, ISBN 88-7899-268-2
- 2011: La moneta del potere ha sempre tre facce, Barbera

### Soggetti cinematografici
- Il mostro di Firenze, regia di Cesare Ferrario (1986)

### Altre pubblicazioni
- La strega di Perugia, con Douglas Preston, on-line[25], sempre sul caso di Amanda Knox, 2011, e-book e pdf, autopubblicato